# إجراءات الهبوط المعيارية

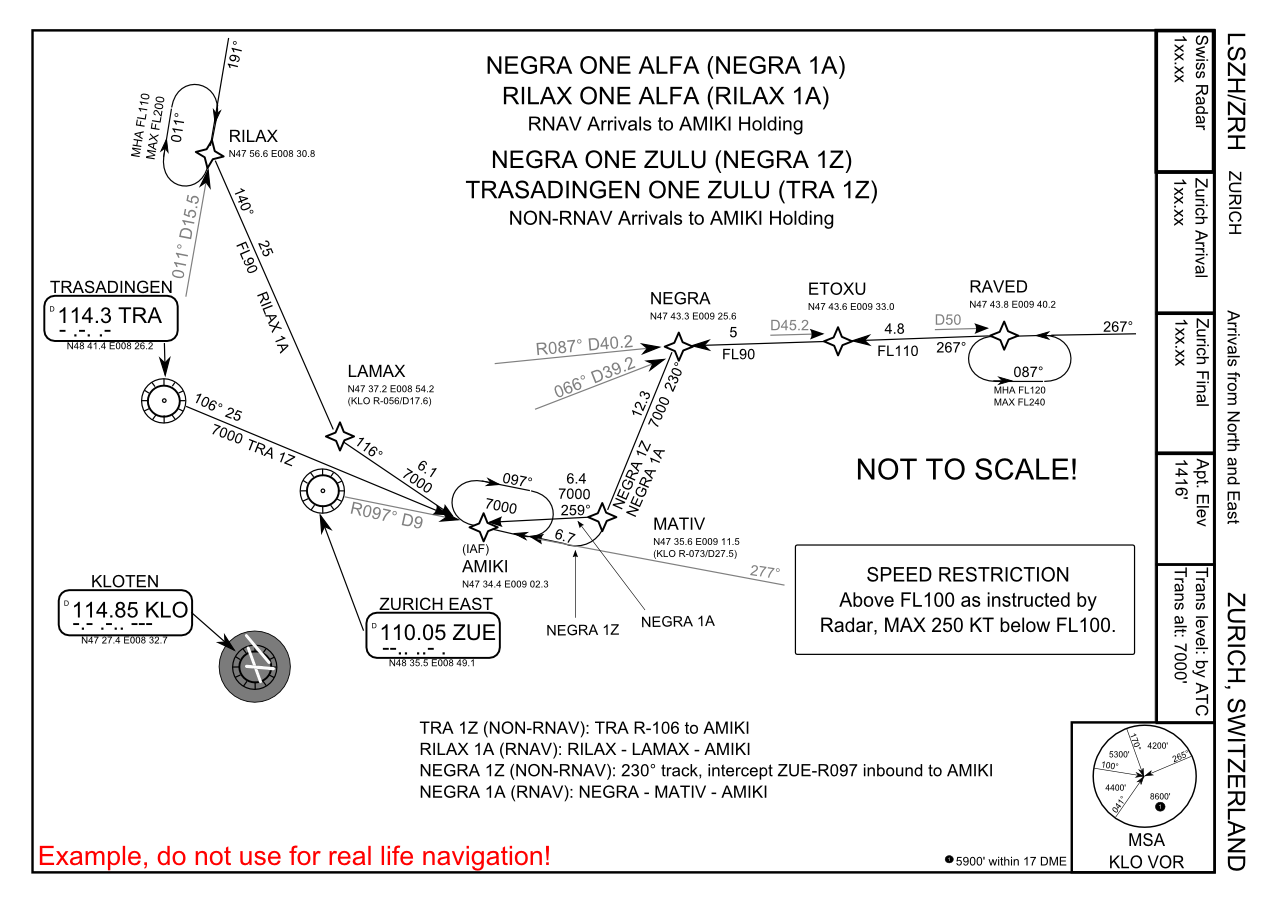

هي الإجراءات النمطية للهبوط بالأجهزة STAR بالأنكليزية إجراءات الهبوط المعيارية . 
هي مجموع من القواعد التي تحدد لكل مطار المسار الذي يجب على الطائرة ان تتبعه خلال هبوطها- أثناءرحلة بالأجهزة IFR) . حسب المدرج المستعمل ومصدر الطائرة( المطار الذي اتت منه والطريق المتبع). توجد هذه المعلومات ( مسار الطائرة في خرائط الوصول بالأجهزة الخاصة بكل مطار ( المسافة، زاوية الاتجاه بالنسبة للمطار أو معلم، وكذا الارتفاع الواجب مراعاته).